# (73370) 2002 KJ12
(73370) 2002 KJ12 – planetoida z pasa głównego asteroid okrążająca Słońce w ciągu 4,54 lat w średniej odległości 2,74 j.a. Odkryta 17 maja 2002 roku.